# Audiokinetic
Audiokinetic Inc. är ett programvaruföretag i Quebec City i Kanada som utvecklar ljudprogramvara för videospelsindustrin.  Den 8 januari 2019 meddelade Sony Interactive Entertainment att man hade förvärvat företaget.  

## Historia
Audiokinetic grundades 2000 av Martin H. Klein.